# Alp (periodico)
ALP è stata una rivista specializzata di montagna e alpinismo, fondata nel 1985 da Enrico Camanni, Furio Chiaretta e Valter Giuliano, con l'editore piemontese Giorgio Vivalda. Ha chiuso nel 2013.

## Storia
Il primo numero di ALP fu pubblicato nel maggio 1985. I direttori: Enrico Camanni, Marco Albino Ferrari, Linda Cottino, Valter Giuliano.
La linea editoriale iniziale era quella di affrontare il mondo della montagna visto come avventura, concentrandosi in particolare sulla montagna "dei grandi exploit alpinistici, dell'arrampicata a tempo pieno, dell'appassionata e competente evasione, del sacrosanto bisogno di natura e avventura." In particolare, la rivista mirava a diffondere informazioni sul free climbing, disciplina allora agli inizi in Italia, e priva fino ad allora di un canale di diffusione consistente in lingua italiana. All'inizio, la rivista appoggiava decisamente le gare di arrampicata sportiva, all'epoca osteggiate da gran parte del mondo alpinistico. Inizialmente molto incentrata sulle attività più innovative, quali appunto l'arrampicata sportiva, lo snowboard, ) l'eliscì, negli anni successivi la rivista ha mutato progressivamente linea editoriale: senza abbandonare l'informazione sulle attività di più recente arrivo, ha però effettuato una "riscoperta" ed un ampliamento dell'informazione dedicata ad attività quali l'escursionismo e l'alpinismo classico. La rivista è sempre stata particolarmente attenta alle tematiche ambientali, appoggiando e dando ampio spazio, fin dalla sua nascita, all'associazione Mountain Wilderness.
La rivista ha subito diverse modifiche strutturali nel corso degli anni. In particolare, negli anni novanta, con la direzione di Marco Albino Ferrari (dal 1998 al 2001) ha preso un taglio monografico, e si è orientata all'approfondimento tematico. Negli anni Duemila, con la direzione di Linda Cottino, è stata separata in più riviste "parallele", che si sono occupati di argomenti diversi:
- ALP +: continuazione della rivista nel suo formato originale, a periodicità bimestrale
- ALPwall: dedicata ai temi dell'arrampicata e dell'alpinismo, a periodicità bimestrale
- ALP - Grandi montagne: numeri monografici dedicati ad una montagna o ad un singolo massiccio roccioso; quattro uscite annuali
- ALP - Ritratti: numeri monografici dedicati ad un singolo alpinista; due uscite annuali

La tiratura della rivista ALP + è stata stimata dai pubblicitari in circa 50 000 copie.
Nel 2001 Vivalda, casa editrice della rivista ALP, si unisce all'editore Centro Documentazione Alpina (CDA) della Rivista della Montagna, assumendo il nome CDA & Vivalda.
Nell'aprile 2010 la Rivista della Montagna confluisce in ALP, formando un'unica rivista.
Nell'aprile 2013 esce l'ultimo numero di ALP, il 288, nel cui editoriale si accenna a una possibile versione digitale.